# Cosmos (botanica)
 Cosmos   Cav., 1791 è un genere di piante angiosperme dicotiledoni della famiglia delle Asteraceae, sottofamiglia Asteroideae, tribù Coreopsideae e sottotribù Coreopsidinae.

## Etimologia
Il nome del genere deriva dal greco "kosmos" (= universo armoniosamente ordinato).
Il nome scientifico del genere è stato definito dal botanico Antonio José Cavanilles (1745-1804) nella pubblicazione " Icones et Descriptiones Plantarum, quae aut sponte . . ." ( Icon. [Cavanilles] 1(1): 9, t. 14, 79) del 1791.

## Descrizione

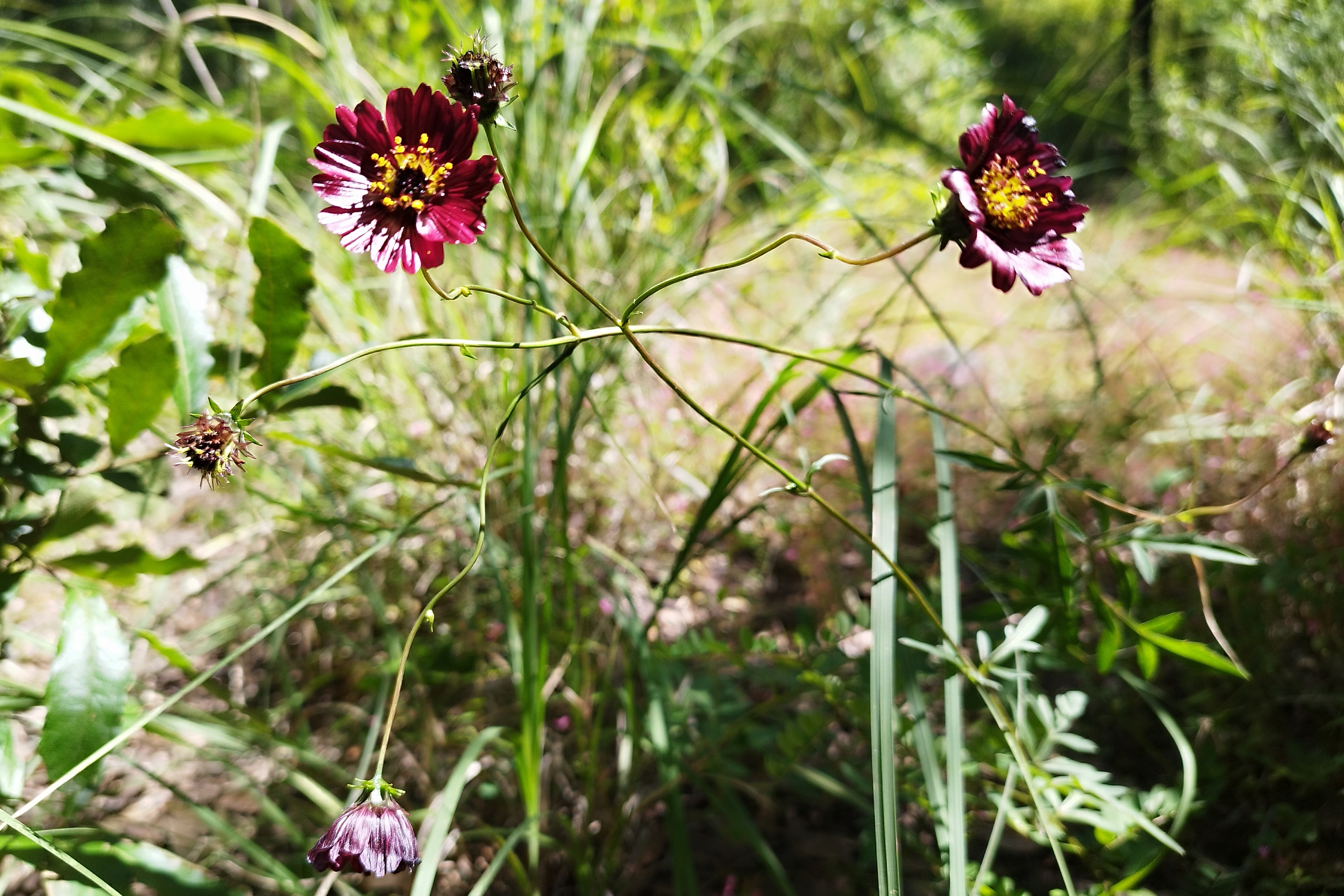
Il portamento
Cosmos scabiosoides

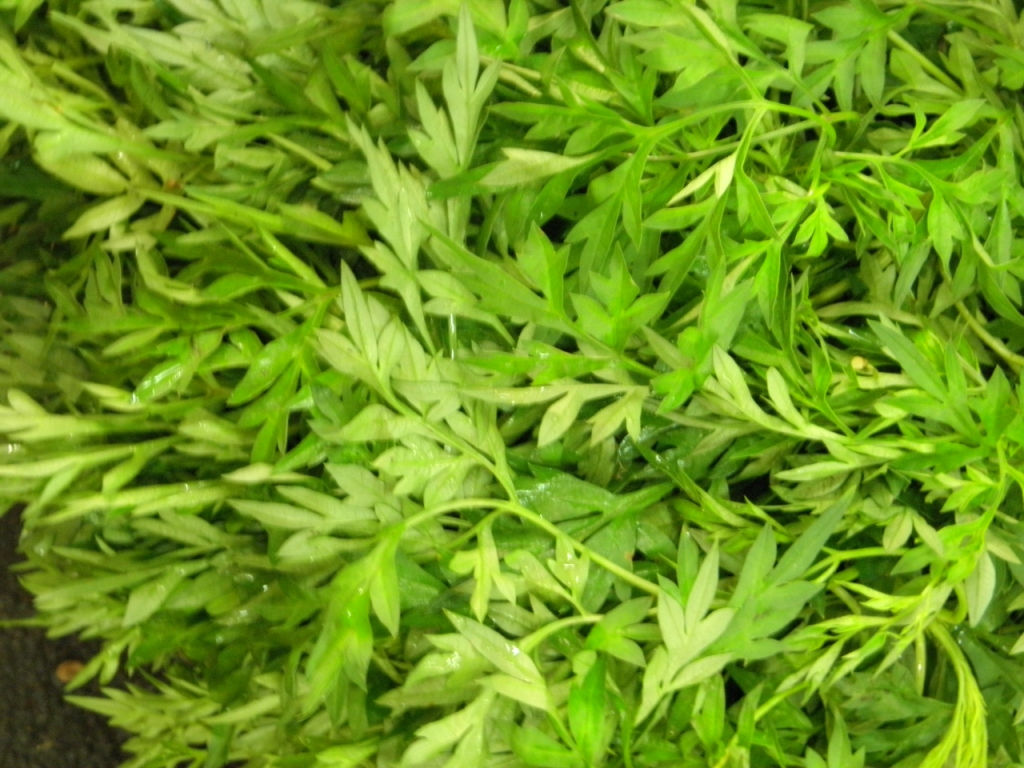
Le foglie
Cosmos caudatus

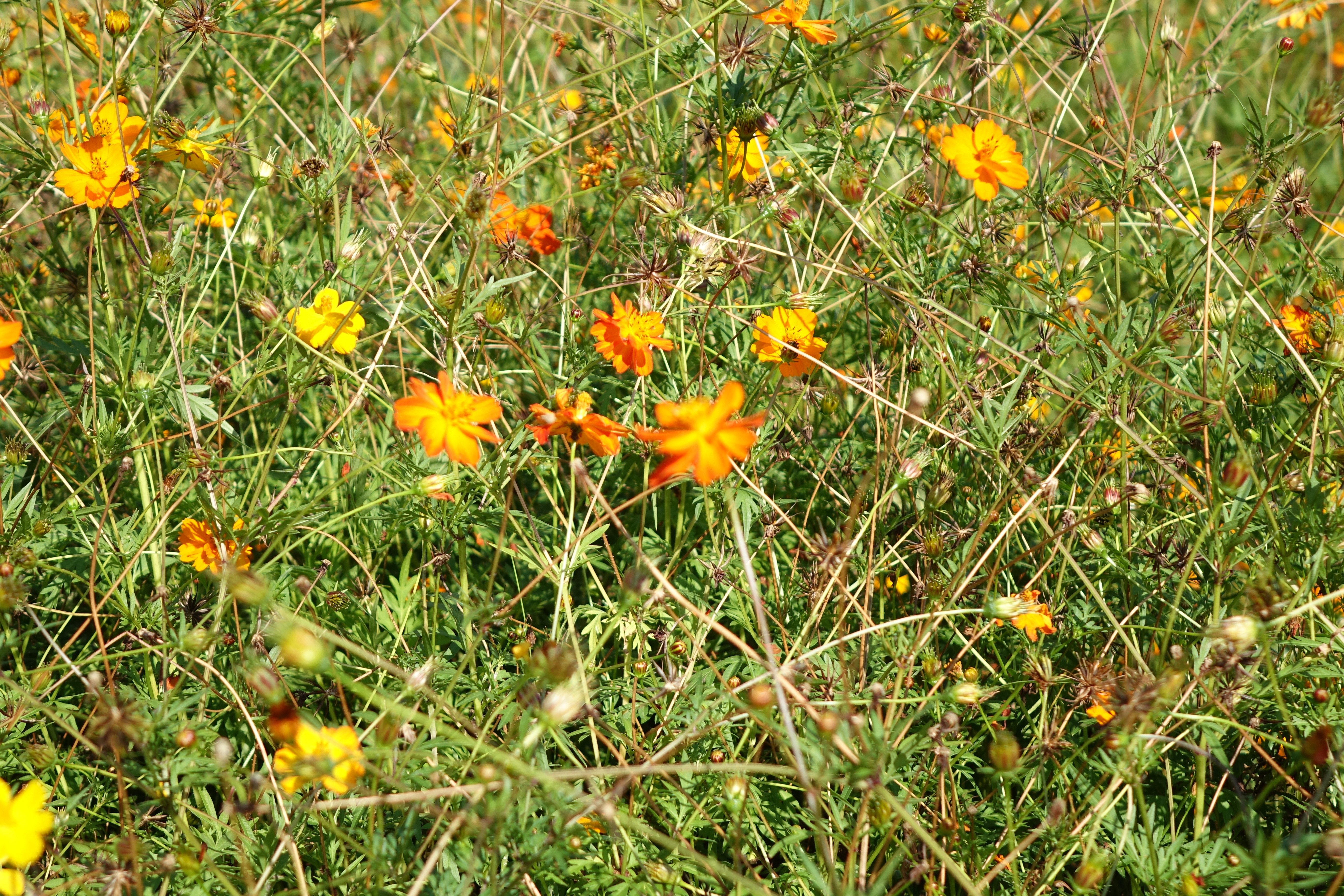
Infiorescenza
Cosmos sulphureus

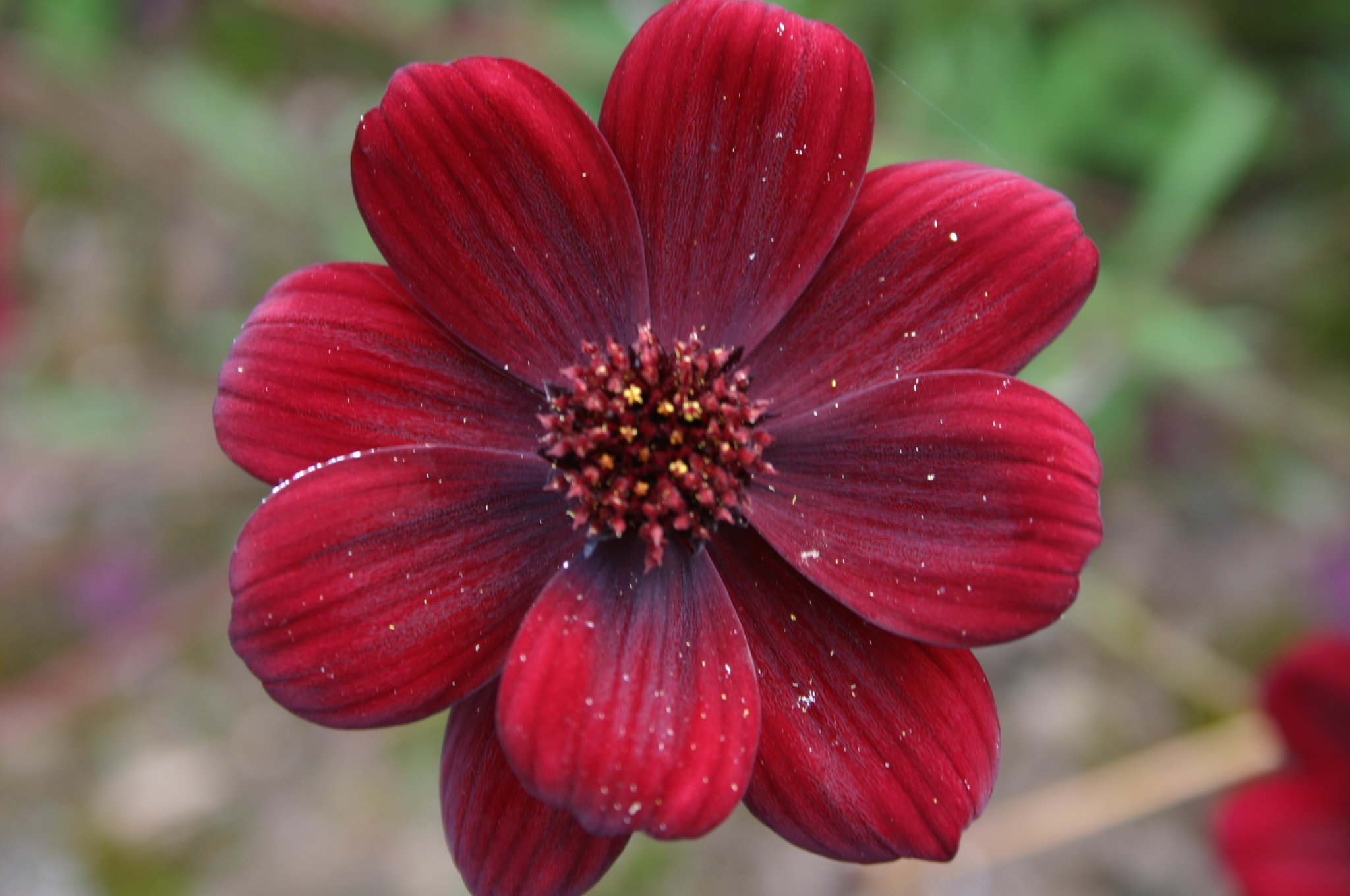
I fiori
Cosmos atrosanguineus

Portamento. L'habitus delle piante di questo genere è erbaceo annuale o perenne tuberoso.
Fusto. La parte aerea in genere è eretta, semplice o ramosa. La parte ipogea del fusto può essere rizomatosa o simile a quella delle Cormofite. Altezza media: 30-250 cm.
Foglie. Le foglie lungo il caule sono disposte in modo opposto. Le foglie sono sessili o picciolate. Le forme delle lamine sono ovate, deltate o sagittate; mentre il tipo di lamina può essere intera (raramente) o composta 1-3- pennatifida con segmenti lanceolati o lineari. I margini sono interi o dentati. Le superfici sono glabre o pelose  (raramente ghiandolose).
Infiorescenza. Le sinflorescenze sono formate da capolini terminali, raramente ascellari, disposti in forme panicolate aperte; sono inoltre sottese da 8 brattee fogliacee lineari. Le infiorescenze vere e proprie sono composte da un capolino peduncolato di tipo radiato o discoide. I capolini sono formati da un involucro, con forme da cilindriche a emisferiche, composto da 8 brattee al cui interno un ricettacolo fa da base ai fiori di due tipi: fiori del raggio e fiori del disco. Le brattee sono persistenti, spesso sono dimorfe, hanno dimensioni scalate e sono disposte su più serie. Quelle esterne sono erbacee (di colore verde), quelle più interne sono membranose o scariose. I ricettacoli, strutture alla base dei fiori, sono piatti e sono provvisti di pagliette a protezione dei fiori stessi. Diametro degli involucri: 3-15 mm.
Fiori.  I fiori sono tetra-ciclici (formati cioè da 4 verticilli: calice – corolla – androceo – gineceo) e pentameri (calice e corolla formati da 5 elementi). Si distinguono in:
- fiori del raggio (esterni): (sono 8) sono femminili (sterili) e sono disposti su una o più serie; la forma è ligulata (zigomorfa); possono essere assenti;
- fiori del disco (centrali): (da 10 a 20 fino a 80) hanno forme brevemente tubulose (attinomorfe); sono ermafroditi.

- Formula fiorale:

*/x K {\displaystyle \infty }, [C (5), A (5)], G 2 (infero), achenio 
- Calice: i sepali del calice sono ridotti ad una coroncina di squame.

- Corolla:

- fiori del raggio: la forma della corolla alla base è più o meno tubulosa-imbutiforme, mentre all'apice è ligulata; di solito sono colorate di giallo-arancio, ma altri colori sono marrone, rosso, viola ciano o bianco; le ligule sono bilobate o trilobate;
- fiori del disco: la forma è tubulare bruscamente divaricata in 5 lobi (corolle pentamere, qualche volta tetramere, raramente esamere o trimere); i lobi, patenti o eretti, hanno una forma deltata o più o meno lanceolata; il tubo è breve o di lunghezza uguale alla gola; il colore è giallo, marrone, rosso, viola o purpureo.

- Androceo: l'androceo è formato da 5 stami sorretti da filamenti generalmente liberi; gli stami sono connati e formano un manicotto circondante lo stilo.[11] Le appendici delle antere hanno delle forme ampiamente ovate e sono pubescenti. Sono presenti dei prominenti canali resinosi. Le cellule dell'endotecio hanno forme per lo più quadrate o oblunghe. Il tessuto endoteciale (rivestimento interno dell'antera) è quasi sempre polarizzato (con due superfici distinte: una verso l'esterno e una verso l'interno). Il polline è sferico con un diametro medio di circa 25 micron;  è tricolporato (con tre aperture sia di tipo a fessura che tipo isodiametrica o poro) ed è echinato (con punte sporgenti).

- Gineceo: l'ovario è infero uniloculare formato da 2 carpelli.[11] I bracci dello stilo (gli stigmi) sono provvisti di apici deltati e aristati, a volte sono papillosi.

Frutti. I frutti sono degli acheni con pappo. La forma varia da fusiforme a lineare o strettamente lanceolata. La sezione trasversale in genere è quadrata. Il colore è marrone e nero. Il pappo è persistente ed è formato da 1-8 barbe o reste.

## Biologia
Impollinazione: l'impollinazione avviene tramite insetti (impollinazione entomogama tramite farfalle diurne e notturne).

Riproduzione: la fecondazione avviene fondamentalmente tramite l'impollinazione dei fiori (vedi sopra).

Dispersione: i semi (gli acheni) cadendo a terra sono successivamente dispersi soprattutto da insetti tipo formiche (disseminazione mirmecoria). In questo tipo di piante avviene anche un altro tipo di dispersione: zoocoria. Infatti gli uncini delle brattee dell'involucro (se presenti) si agganciano ai peli degli animali di passaggio disperdendo così anche su lunghe distanze i semi della pianta. Inoltre per merito del pappo (se presente) il vento può trasportare i semi anche a distanza di alcuni chilometri (disseminazione anemocora).

## Distribuzione e habitat
Le specie di questo genere sono distribuite in America, altrove sono naturalizzate.

## Sistematica
La famiglia di appartenenza di questa voce (Asteraceae o Compositae, nomen conservandum) probabilmente originaria del Sud America, è la più numerosa del mondo vegetale, comprende oltre 23.000 specie distribuite su 1.535 generi, oppure 22.750 specie e 1.530 generi secondo altre fonti (una delle checklist più aggiornata elenca fino a 1.679 generi). La famiglia attualmente (2021) è divisa in 16 sottofamiglie; la sottofamiglia Asteroideae è una di queste e rappresenta l'evoluzione più recente di tutta la famiglia.

### Filogenesi
Il gruppo di questa voce è descritto nella sottotribù Coreopsidinae caratterizzata da capolini sotteso da una (o più) brattee fogliacee, da foglie con una disposizione opposta e da bracci dello stilo più corti dell'area stigmatica.
Nell'ambito della sottotribù  Cosmos , da un punto di vista filogenetico, occupa una posizione abbastanza centrale e vicino al genere Heterosperma .
I caratteri distintivi del genere sono:
- i filamenti delle antere sono papillosi o pubescenti;
- i colori delle corolle dei fiori ligulati sono bianchi, rosei, rossi o purpurei;
- gli acheni hanno un becco.

Il numero cromosomico delle specie di questa voce è: 2n = 24 e 34.

### Elenco delle specie
Questo genere ha 35 specie:
- Cosmos atrosanguineus (Hook.) Voss
- Cosmos bipinnatus Cav.
- Cosmos carvifolius Benth.
- Cosmos caudatus Kunth
- Cosmos concolor Sherff
- Cosmos crithmifolius Kunth
- Cosmos deficiens (Sherff) Melchert
- Cosmos diversifolius Otto ex Knowles & Westc.
- Cosmos intercedens Sherff
- Cosmos jaliscensis Sherff
- Cosmos juxtlahuacensis Panero & Villaseñor
- Cosmos landii Sherff
- Cosmos linearifolius (Sch.Bip.) Hemsl.
- Cosmos longipetiolatus Melchert
- Cosmos mattfeldii Sherff
- Cosmos mcvaughii Sherff
- Cosmos modestus Sherff
- Cosmos montanus Sherff
- Cosmos nelsonii B.L.Rob. & Fernald
- Cosmos nitidus Paray
- Cosmos ochroleucoflorus Melchert
- Cosmos pacificus Melchert
- Cosmos palmeri B.L.Rob.
- Cosmos parviflorus (Jacq.) Pers.
- Cosmos peucedanifolius Wedd.
- Cosmos pringlei B.L.Rob. & Fernald
- Cosmos pseudoperfoliatus Art.Castro, Harker & Aarón Rodr.
- Cosmos purpureus (DC.) Benth. & Hook.f. ex Hemsl.
- Cosmos ramirezianus Art.Castro, Harker & Aarón Rodr.
- Cosmos scabiosoides Kunth
- Cosmos schaffneri Sherff
- Cosmos sessilis Sherff
- Cosmos sherffii Melchert
- Cosmos steenisiae Veldkamp
- Cosmos sulphureus Cav.

### Sinonimi
Sono elencati alcuni sinonimi per questa entità:
- Cosmea Willd.

### Specie spontanee italiane
Elenco delle specie presenti in Italia:
Cosmos bipinnatus Cav. - Cosmea: l'altezza massima della pianta è di 3 - 15 cm; il ciclo biologico è annuo; la forma biologica è terofita scaposa (T scap); il tipo corologico è  Nord e Centro America; l'habitat tipico sono i coltivi per ornamento ed è naturalizzata in ambienti antropizzati umidi; in Italia si trova al Nord.